# Манфредо Фанті
Манфредо Фанті (італ. Manfredo Fanti; 23 лютого 1806, Карпі — 5 травня 1865, Флоренція) — італійський генерал і політик, відомий як засновник Королівської армії Італії.

## Біографія

### Походження та навчання
Син Антоніо та Сілеа Феррарі Корболані, виріс громадянином Моденського герцогства. У 1825 році був прийнятий до Корпусу піонерів армії герцога Франческо IV д'Есте і, після п'яти років навчання, отримав диплом інженера та був підвищений до офіцера інженерних військ.

### Участь у повстаннях 1830-1831 років
У контексті заворушень 1830-1831 років, у 1831 році приєднався до повстанського уряду Модени, який взяв владу після захоплення Чіро Менотті та втечі Франческо IV д'Есте. Воював у Романьї з військами Карло Дзуккі, відзначившись 25 березня в битві при Челле в Ріміні. Після капітуляції Анкони, засуджений до повішення, втік до Франції, де правив Луї-Філіпп, отримавши дозвіл вступити до інженерного корпусу. У 1834 році взяв участь у революційній спробі Джузеппе Мадзіні вторгнутися до Савої, в Сардинському королівстві.

### Вигнання до Іспанії
У 1835 році переїхав до Іспанії, де пробув тринадцять років, щоб добровільно вступити до армії регентки Марії Крістіни Бурбонської у війні проти карлістів. Був лейтенантом у 5-му батальйоні Каталонії, потім капітаном, а згодом і майором, завжди за військові заслуги. У 1839 році вступив до регулярної іспанської армії, а в 1847 році отримав звання полковника кавалерії, обійнявши посаду начальника штабу генерального командування в Мадриді. Одружився з Карлоттою Тіо з Валенсії.

### Перша та Друга війни за незалежність
Повернувшись до Італії в 1848 році, з початком Першої війни за незалежність запропонував свої послуги королю Сардинії Карлу Альберто Савойському та тимчасовому уряду Мілана, який доручив йому підготувати оборону міста Віченца, присвоївши звання генерал-майора. Після відступу з Венето брав участь у невдалих операціях з оборони Брешії, Мілана та Алессандрії. У Мілані відіграв певну роль у гарантуванні безпеки Карла Альберто, якому загрожували міланці, розлючені звісткою про здачу міста австрійцям генералом Йозефом Радецьким. У листопаді 1848 року прийняв командування 2-ю бригадою Ломбардської дивізії, сформованою з ломбардських добровольців, отримавши звання бригадного генерала.
У 1849 році був допущений до Постійного консультативного військового конгресу П'ємонту та був обраний депутатом до Субальпійського парламенту від округу Ніцца-Монферрато. Брав участь у кампанії 1849 року і, після поразки в битві під Новарою 23 березня, замінив свого начальника, генерала Джироламо Раморіно, який вважався одним з головних винуватців поразки та був розстріляний.
У квітні 1849 року заборонив своїй дивізії, незважаючи на волю солдатів, втручатися в оборону генуезців, проти яких відбувалися жорстокі репресії під командуванням Альфонсо Ла Мармора. Фанті, однак, був запідозрений у зраді та не погодився з поведінкою Ла Мармора та інших офіцерів. Згодом його судили за звинуваченням у співучасті з Раморіно в попередніх подіях під Новарою. Його виправдали, але звільнили з армії. Ставши сардинським підданим у 1850 році, лише через п'ять років отримав нове командування, взявши участь у п'ємонтській експедиції Кримської війни під командуванням 2-ї тимчасової бригади.
Під час Другої війни за незалежність, у званні генерал-лейтенанта, командував 2-ю дивізією, відзначившись у боях під Маджентою, Палестро та Сан-Мартіно. За це був нагороджений хрестом лицаря Військового ордена Савої.

### Реорганізація п'ємонтської армії

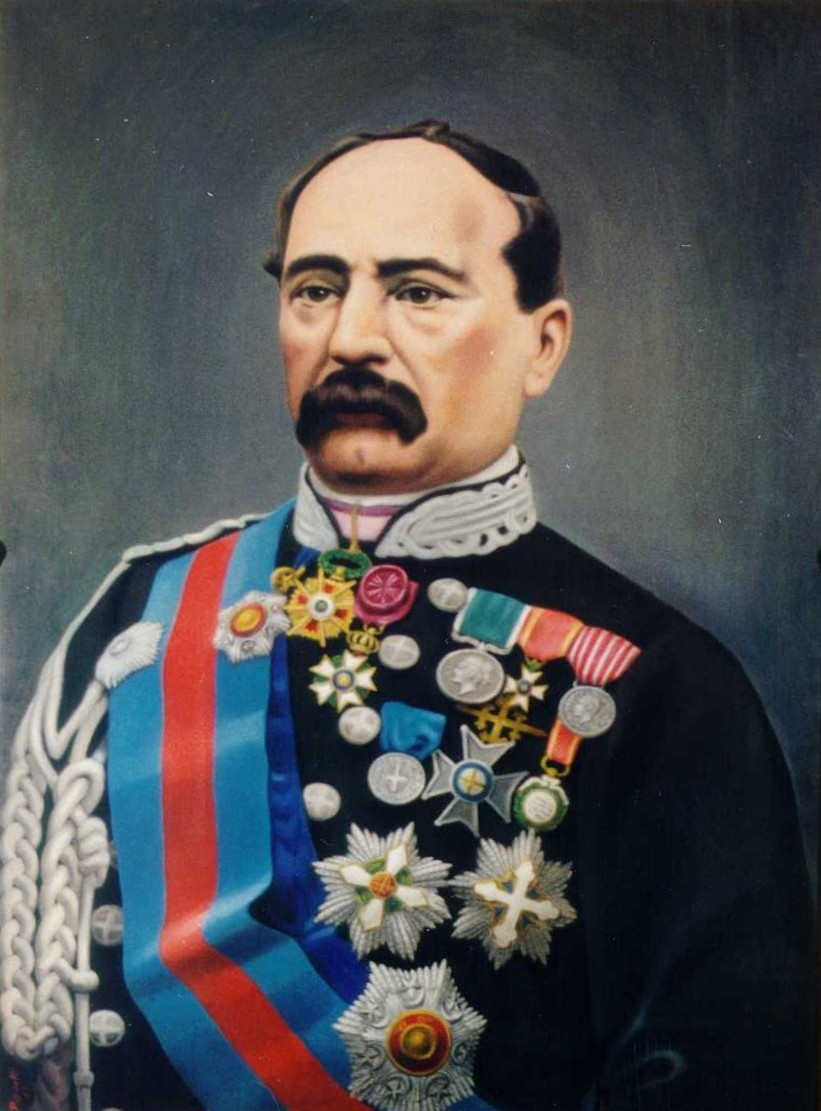
Манфредо Фанті у 1863 році

Після Віллафранкського перемир'я від 11 липня 1859 року Фанті було доручено реорганізацію нових дивізій, сформованих з Ліги Центральної Італії (до складу якої входили Велике герцогство Тосканське, Пармське герцогство, Моденське герцогство та папські легації) і, протягом кількох місяців, він зміг перетворити їх на діючий корпус чисельністю 45 000 осіб, що походили з різних частин півострова. Фанті зробив вирішальний внесок у запобігання спробі реставрації, здійсненій восени того ж року Францом Йосифом у змові з Франческо II Бурбоном, на підтримку претензій Пія IX, великого герцога Тосканського та герцогів Модени і Парми на повернення своїх територій. Зірвавши план, він зміцнив володіння територією, заснувавши Військову академію в Модені, розміщену в палаці поваленого Франческо V д'Есте. Фанті також зумів зупинити Джузеппе Гарібальді, який, повернувшись із успіхами з експедиції «Мисливців за Альпами», прибув до Романьї та мав намір просуватися до Умбрії та Марке без згоди Наполеона III Французького, який захищав Папську державу.

## Політична та військова кар'єра

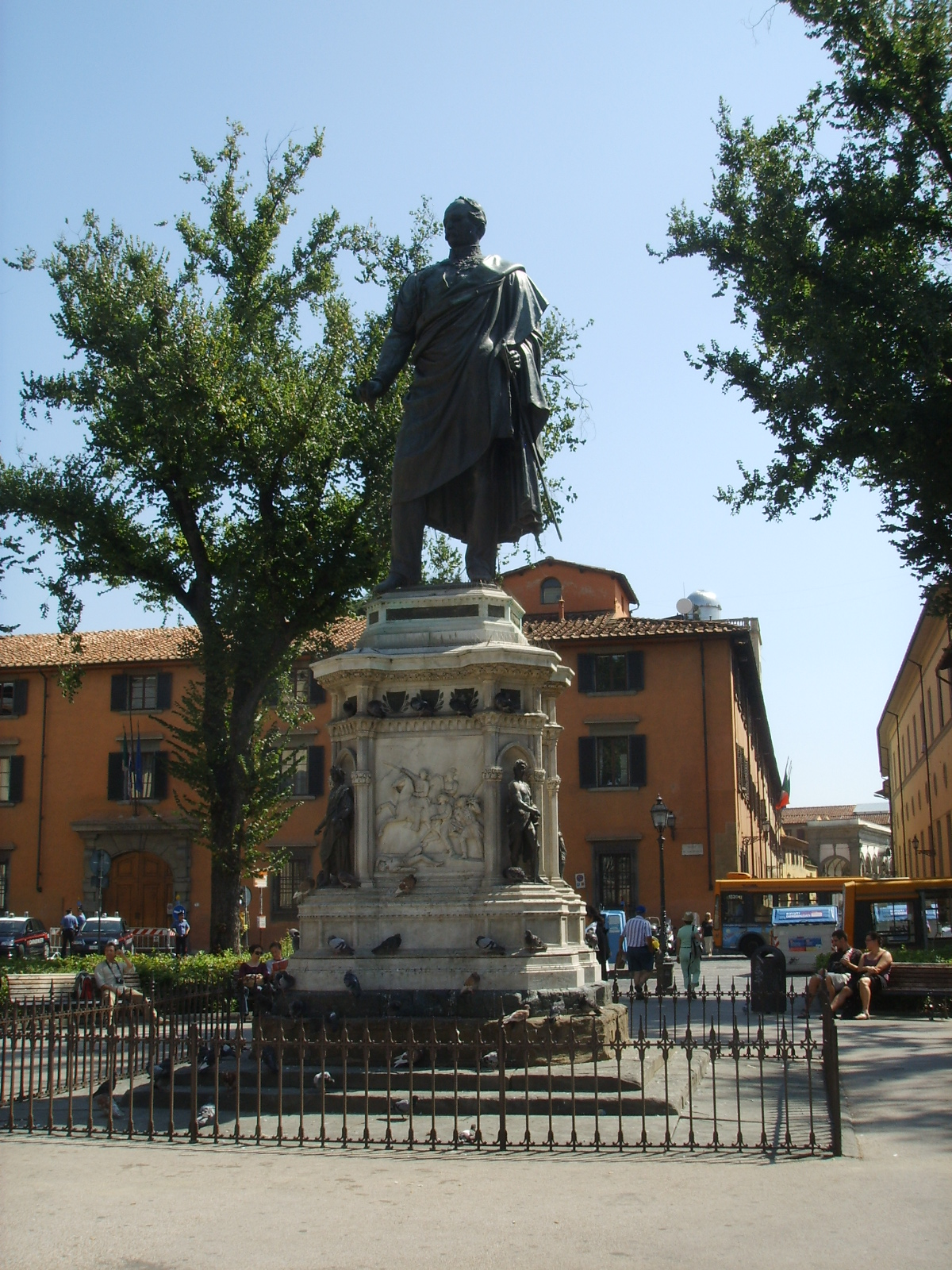
Пам'ятник генералу Манфредо Фанті, Флоренція

З огляду на такі заслуги, у січні 1860 року Камілло, граф ді Кавур (який повернувся до уряду після того, як пішов у відставку після звістки про Віллафранкське перемир'я), доручив Фанті Міністерство війни та флоту. Його першим і основним завданням було включення армії Ліги Центральної Італії до складу П'ємонтської армії. 29 лютого 1860 року він був призначений королем Віктором Еммануїлом II Савойським сенатором.
5 травня розпочалася експедиція тисячі. Фанті був призначений головою корпусу армії, призначеного для дій у Центральній Італії: він відіграв важливу роль у битві під Кастельфідардо та у завоюванні Перуджі, що призвело до п'ємонтської анексії частини Папської держави, зокрема територій, що належали до Легації Марке та Легації Умбрії. Був нагороджений Великим хрестом Військового ордена Савойї.
Згодом став генералом армії та начальником генерального штабу армії в Південній Італії: розбив бурбонців у битві під Мола та був нагороджений золотою медаллю «За військову доблесть» королівським указом від 1 червня 1861 року за успішну організацію облоги Гаети, яка завершилася здачею фортеці 13 лютого 1861 року. 4 травня 1861 року в Турині Фанті, як міністр війни, зміг оголосити, що армія, яка раніше називалася Сардинською армією, отримає назву Королівської армії Італії. Його опозиція легкому прийняттю до Королівської армії близько 5000 офіцерів Південної армії Гарібальді, зі збереженням звання, зробила його непопулярним.

## Останні роки та смерть
Після смерті Кавура, 7 червня 1861 року, він пішов у відставку з міністерства, щоб прийняти командування 7-м армійським корпусом. Проте незабаром його вразила тяжка хвороба, яка змусила його спочатку піти у відставку в 1863 році, а потім призвела до смерті у Флоренції 5 квітня 1865 року. Його поховали в соборі Карпі: його могила знаходиться біля головного входу.

## Нагороди

### Савойські нагороди
- Кавалер Великого хреста ордена Святих Маврикія та Лазаря
- Кавалер Великого хреста Військового ордена Савойї[1]
- Великий офіцер Військового ордена Савойї[2]
- Командор Військового ордена Савойї[2]
- Золота медаль «За військову доблесть»[3]
- П'ємонтська медаль Кримської війни
- Пам'ятна медаль кампаній війн за незалежність (4 планки)

### Іноземні нагороди
- Кавалер ордена Святого Фердинанда (Іспанія)
- Командор ордена Ізабелли Католички (Іспанія)
- Кавалер I класу ордена Меджидіє (Османська імперія)
- Великий офіцер ордена Почесного легіону (Франція)
- Офіцер ордена Леопольда (Бельгія)
- Англійська медаль Кримської війни
- Французька пам'ятна медаль Другої війни за незалежність Італії